# Isoetes welwitschii
Isoetes welwitschii är en kärlväxtart som beskrevs av Addison Brown och Friedrich Adalbert Maximilian Kuhn.
Isoetes welwitschii ingår i släktet braxengräs och familjen Isoetaceae. Inga underarter finns listade i Catalogue of Life.